# Chiharu
Chiharu (jap. ちはる, チハル) – głównie żeńskie imię japońskie, rzadko noszone przez mężczyzn.

## Możliwa pisownia
Chiharu można zapisać, używając wielu, różnych znaków kanji i może znaczyć m.in.:
- 千春, „tysiąc wiosen”[1]
- 千晴

## Znane osoby
- Chiharu Igaya (千春), były japoński narciarz alpejski
- Chiharu Kawai (千春), japońska aktorka, modelka i seiyū
- Chiharu Matsuyama (千春), japoński folkowy piosenkarz i autor tekstów
- Chiharu Nishikata (千春), były japoński skoczek narciarski
- Chiharu Suzuka (千春), japońska seiyū
- Chiharu Tezuka (ちはる), japońska seiyū

## Fikcyjne postacie
- Chiharu Harukaze (千桜), bohaterka mangi i anime Hayate no Gotoku!
- Chiharu Nitta (千春), bohaterka mangi i anime Boys Be...
- Chiharu Shinonome (千春), główna bohaterka mangi i OVA Eiken
- Chiharu Tanaka (千春), bohaterka mangi i anime Lovely Complex